# Doverstorp
Doverstorp är en by i Risinge distrikt i Finspångs kommun, nära sjön Dovern.
Doverstorp var tidigare en trafikplats med expeditions- och väntsalsbyggnad på järnvägssträckan Finspång–Kimstad på vad som tidigare var den 18,3 kilometer långa smalspåriga Kimstad–Norrköpings Järnväg, vilken ägdes och trafikerades av Norra Östergötlands Järnvägar. Persontrafiken upphörde 1962 och godstrafiken 1963, varefter banan revs upp.

## Baracklägret i Doverstorp
Huvudartikel: Baracklägret i Doverstorp
Åren 1944–1946 fanns Baracklägret i Doverstorp, som var ett av Sveriges största flyktingläger, omkring 2,5 kilometer sydost om Doverstorp vid sjön Glan.